# Steinkohlenbergwerk Hohenlohe-Fanny
Das Steinkohlenbergwerk Hohenlohe-Fanny war ein von 1814 bis 1936 betriebenes Steinkohlenbergwerk an der Grenze zwischen Siemianowice Śląskie und  Katowice, Polen.
Die Familie der Fürsten zu Hohenlohe-Oehringen, die ab 1861 auch Herzöge von Ujest (Kreis Groß Strehlitz) waren, gehörte zu dem Kreis von Adeligen, die sich in der industriellen Entwicklung Schlesiens engagiert haben. Anfänglich eher im Bereich von Eisenverhüttung tätig (1828 größter oberschlesischer Eisenproduzent mit einem Anteil von 28 % an der Gesamterzeugung), verlagerte sich der Schwerpunkt hin zur Zinkproduktion. Damit reichte für die Verhüttung die Holzkohle aus den eigenen Wäldern nicht mehr aus und musste durch den Erwerb von Steinkohlenbergwerken verbreitert werden. Forciert wurde diese Entwicklung, als 1849 Hugo zu Hohenlohe-Öhringen das Ruder übernahm. Durch die Errichtung bzw. Übernahme der Bergwerke Hohenlohe-Steinkohlengrube, Chassée-Fanny, Maxgrube, Oheim, Hoym-Laura und Georg wurden die Hohenlohe-Werke AG im Jahr 1913 zum größten privaten Produzenten von Steinkohle in Oberschlesien.
Diese Aktiengesellschaft war am 1. Januar 1905 aus dem Privatbesitz des Nachfolgers von Hugo zu Hohenlohe-Öhringen, Christian-Kraft, entstanden. Sie wurde im Rahmen der Teilung Oberschlesiens in einen deutschen Teil, die „Oehringen Bergbau AG“ mit Sitz in Gleiwitz/Gliwice und einen polnischen, die „Hohenlohewerke AG“ mit Sitz in Katowice aufgespalten.

## Geschichte

### Consolidierte Hohenlohe-Steinkohlengrube
Die 1869 durch Konsolidierung der Einzelfelder „Caroline“, „Marie“, „Hohenlohe“, „Hütte“, Alfred und August entstandene Zeche mit einer Berechtsame von 4,80 km² baute zunächst die Sattelflöze „Fanny-Glück“ und „Caroline“ mit einer Gesamtmächtigkeit von 13–14 m ab, im Feld „Caroline“ bereits seit 1787.
Im Jahr 1912 verfügte das Bergwerk über drei Förderschächte, „Fürstin Pauline“ (82 m; Lage), „Fürst Hugo“ (192 m; Lage) und Alfred (180 m; Lage). Sowohl auf dem nördlichen als auch auf dem südlichen Sattelflügel verfügte es über jeweils vier einziehende Wetterschächte, während die genannten Förderschächte ausziehend waren. Weil Hugo über keinen Gleisanschluss verfügte, wurde die Kohle dort nur bis zur 1. Sohle gehoben und dann nach Pauline transportiert.
1912 ging man davon aus, dass die Kohlenvorräte des Bergwerkes bis 1920 erschöpft sein würden; trotzdem erfolgte noch 1923, 13 Jahre vor der endgültigen Schließung, der Zusammenschluss mit Chassée-Fanny zu Hohenlohe-Fanny.

### Chassée-Fanny
Beide Zechen, Chassée mit 0,37 km² und Fanny mit 0,34 km² waren kleine Bergwerke, deren Geschichte zunächst unabhängig voneinander begann. Fanny wurde – wie später auch die Maxgrube – durch Herrn von Rheinbaben 1809 gemutet und 1814 in Betrieb genommen. Erst 50 Jahre später mutete derselbe Besitzer das Feld Chassée und nahm dort erst 1870 die Förderung auf.
Wie auch die Maxgrube gingen beide Bergwerke 1892 von den Erben Rheinbabens auf den Fürsten Hugo von Hohenlohe-Oehringen über.
Schon 1890 waren die Sattelflöze des sehr kleinen Grubenfeldes bereits verhauen, 1903 auch das Flöz IV. Da 1893 infolge des Eindringens von Brandgasen und die Schiefstellung durch Gebirgsdruck die Förderung auf Schacht Fanny (230 m Tiefe im Jahr 1912; Lage) eingestellt worden war, erfolgte diese nur noch über Alma, der zugleich auch einziehender Wetterschacht war.
1912 besaß das Bergwerk über drei ausziehende Wetterschächte, von denen der Max- und der Theresiaschacht Teufen von 100 bzw. 120 Metern hatten.
1923 erfolgte der Zusammenschluss mit der Hohenlohe Steinkohlegrube zu Hohenlohe-Fanny.

### Hohenlohe-Fanny
1923 wurde das Bergwerk als Zusammenschluss der Hohenlohe Steinkohlengrube mit Chassée-Fanny gebildet. Die Stilllegung erfolgte am 4. April 1936 als Folge der Weltwirtschaftskrise. Kurz vor seiner Schließung erhielt das Bergwerk den Namen Wełnowiec.

## Förderzahlen
Hohenlohe-Grube 1873: 411.400 t; 1913: 149.197 t
Chassée-Fanny 1873: 78.000 t; 1913: 52.055 t